# Kucze Wielkie
Kucze Wielkie – wieś w Polsce położona w województwie podlaskim, w powiecie łomżyńskim, w gminie Jedwabne.
| SIMC    | Nazwa    | Rodzaj    |
| ------- | -------- | --------- |
| 0398267 | Mościska | część wsi |
| 0398273 | Podlesie | część wsi |

Wierni kościoła rzymskokatolickiego należą do parafii św. Jakuba Apostoła w Jedwabnem.

## Historia
Dawniej dwie wsie. Kucze Wielkie Włościańskie i Kucze Wielkie Szlacheckie.
W czasach zaborów w granicach Imperium Rosyjskiego. W latach 1921–1939 wieś leżała w województwie białostockim, w powiecie kolneńskim, w gminie Jedwabne.
Według Powszechnego Spisu Ludności z 1921 roku zamieszkiwało:
- Kucze Wielkie Włościańskie – 45 osób w 10 budynkach mieszkalnych[8].
- Kucze Wielkie Szlacheckie – 190 osób w 33 budynkach mieszkalnych

Miejscowości należały do parafii rzymskokatolickiej w Jedwabnem. Podlegała pod Sąd Grodzki w Stawiskach i Okręgowy w Łomży; właściwy urząd pocztowy mieścił się w Jedwabnem.
W wyniku napaści ZSRR na Polskę we wrześniu 1939 miejscowość znalazła się pod okupacją sowiecką. 2 listopada została włączona do Białoruskiej SRR. 4 grudnia 1939 włączona do nowo utworzonego obwodu białostockiego. Od czerwca 1941 roku pod okupacją niemiecką. 22 lipca 1941 r. włączona w skład okręgu białostockiego III Rzeszy.
W latach 1954–1959 wieś należała i była siedzibą władz gromady Kucze Wielkie, po jej zniesieniu w gromadzie Jedwabne. W latach 1975–1998 miejscowość administracyjnie należała do województwa łomżyńskiego.